# Тепла Річка (Іжморський округ)
Те́пла Рі́чка (рос. Тёплая Речка) — село у складі Іжморського округу Кемеровської області, Росія.

## Населення
Населення — 388 осіб (2010; 467 у 2002).
Національний склад (станом на 2002 рік):
- татари — 89 %